# محمد يوسف النصف
محمد يوسف النصف، (1911 - 1983)، عضو المجلس التأسيسي الكويتي 1962 ووزير كويتي سابق.

## سيرته
ولد محمد يوسف النصف ، ولد في حي شرق من مدينة الكويت سنة 1911 م، ودرس بالمدرسة الأحمدية وعمل بمهنة الغوص، انتخب عضوا في المجلس التأسيسي الكويتي عام 1962.

## عن حياته
- في العام 1935 عمل بتجارة المواد الغذائية وسافر على الهند سنة 1942 لمزاولة التجارة العامة.
- في العام 1946 عين مديرا لدائرة الأشغال وبدأ في تأسييسسها وفي سنة 1953.
- اشترك في اللجنة التنفيذية لما حلت مجالس الصحة والأوقاف والمعارف.
- في العام 1958 عين عضو في الهيئة التنظيمية وبدأت عملية التنظيم للمناطق وبيوت الدخل المحدود.
- في العام 1961 عضوا في المجلس المشترك.
- ساهم في تاسيس غرفة تجارة وصناعة الكويت.
- عين وزيرا لوزارة الشئون في أول وزارة كويتية بعد الاستقلال.
- أحد المؤسسين لشركة الأهلية للتأمين وكان رئيسا لها لعدة دورات.

## العمل الصحفي
- أحد المؤسسين والمالكين لجريدة القبس الكويتية.
- في العام 1972 رئيس مجلس إدارة جريدة القبس الكويتية عند التأسيس.

## المجال الخيري
- في العام 1966 أحد المؤسسيين لجمعية الهلال الأحمر الكويتي.
- في العام 1966 – 1978 عضو مجلس إدارة الهلال الأحمر الكويتي.
- أحد المؤسسين لصندوق اعانة المرضى.
- عضو في اللجنة الشعبية لجمع التبرعات.